# Uromyces inaequialtus
Uromyces inaequialtus är en svampart som beskrevs av Lasch 1859. Uromyces inaequialtus ingår i släktet Uromyces och familjen Pucciniaceae.   Inga underarter finns listade i Catalogue of Life.